# Harmothoe atra
Harmothoe atra är en ringmaskart som beskrevs av Horst 1915. Harmothoe atra ingår i släktet Harmothoe och familjen Polynoidae. Inga underarter finns listade i Catalogue of Life.